# Moeskroense stadsbus
Het Moeskroense stadsbusnet wordt geëxploiteerd door de TEC, entiteit "Henegouwen", Ilévia en buspachter Autobus Dujardin er Fils. Het stadsbusnetwerk kent anno 2014 vier stadslijnen, waarvan er een lijn de grens overgaat richting Tourcoing en een lijn de grens overgaat richting Roubaix.

## Wagenpark
Voor de stadslijnen van Moeskroen worden vaak streekbussen van TEC ingezet. De inzet hiervan is daardoor vaak verschillend en zijn er geen vaste bussen die op de stadsdienst rijden. Vaak komen de bussen van TEC vanuit stelplaats Doornik en worden de bussen tijdelijk gestald op stelplaats Moeskroen. De meeste bussen die op de stelplaats Moeskroen staan overnachten daar vaak alleen en worden overdag ingezet op de streekdienst. De bussen die op de stadsdienst rijden komen meestal af van de streeklijnen 1 en 2 afkomstig van Doornik of van lijn 3 richting Komen. Dit systeem was al aanwezig sinds de tijd van de NMVB. De bussen die afkomstig zijn van Ilévia en die rijden op de lijn MWR zijn vooral Irisbus Citelis 12 CNG, Irisbus Citelis 18 CNG bussen. De bussen van Ilévia die op lijn MWR rijden, dragen daarvoor speciale logo's en het logo van TEC. De bussen die afkomstig zijn van Autobus Dujardin er Fils rijden ook weleens op lijn MWR. Enkele bussen dragen hiervoor speciaal dezelfde huisstijl als de Ilévia bussen. Maar de bussen die erop rijden dragen zowel het wagenparknummer voor TEC als het wagenparknummer voor Ilévia.

### Wagenpark TEC

#### Huidig wagenpark
| Serie                 | Aantal | Fabrikant  | Type   | Opmerking                            |
| --------------------- | ------ | ---------- | ------ | ------------------------------------ |
| 3751-3752             | 2      | Jonckheere | S2000T | Geen vaste dienst op de stadslijnen. |
| 3813, 3816, 3835-3839 | 7      | Van Hool   | A330   | Geen vaste dienst op de stadslijnen. |

#### Voormalig wagenpark
| Serie                | Aantal | Fabrikant | Type  | Opmerking                            |
| -------------------- | ------ | --------- | ----- | ------------------------------------ |
| 3675-3676, 3699-3704 | 8      | Renault   | R312  | Geen vaste dienst op de stadslijnen. |
| 3960-3966            | 7      | Van Hool  | A508F | Geen vaste dienst op de stadslijnen. |

### Wagenpark Ilévia
| Serie | Aantal | Fabrikant              | Type           | Opmerking |
| ----- | ------ | ---------------------- | -------------- | --------- |
| 5101  | 1      | Evobus (Mercedes-Benz) | O405 G         |           |
| 8600  | 1      | Irisbus                | Citelis 18 CNG |           |
| 10245 | 1      | Irisbus                | Citelis 12 CNG |           |

### Autobus Dujardin er Fils

#### Huidig wagenpark
| Serie  | Aantal | Fabrikant              | Type                        | Opmerking                                               |
| ------ | ------ | ---------------------- | --------------------------- | ------------------------------------------------------- |
| 465119 | 1      | VDL Jonckheere         | VDL Jonckheere Transit 2000 | Draagt radio nummer 9351                                |
| 465120 | 1      | Evobus (Mercedes-Benz) | Citaro LE                   | Draagt de huisstijl van Ilévia Draagt radio nummer 9352 |
| 465135 | 1      | Evobus (Mercedes-Benz) | Citaro LE C2                |                                                         |

#### Voormalig wagenpark
| Serie         | Aantal | Fabrikant  | Type               | Opmerking          |
| ------------- | ------ | ---------- | ------------------ | ------------------ |
| 465117-465118 | 2      | Jonckheere | Jonckheere Transit | Voormalig Monzeres |
| 465120-465121 | 2      | Neoplan    | Transliner         | Voormalig Postauto |

## Huidige situatie
Anno 2014 zijn er vier stadslijnen. Hieronder een tabel met de huidige stadslijnen die overdag rijden. Lijn MWR wordt in samenwerking met Ilévia gereden. Hoewel deze lijn niet direct als stadsbuslijn gezien kan worden, rijdt de lijn wel in Moeskroen rond als een stadslijn en dient het enkele omliggende deelgemeenten aan.
| Lijn | Traject                                                       | Frequentie | Voornaamste haltes                                                                           |
| ---- | ------------------------------------------------------------- | ---------- | -------------------------------------------------------------------------------------------- |
| M    | Station - Chée des Ballons                                    | 20’ - 40’  | Station Moeskroen, Stadspark, Ziekenhuis Moeskroen, Casino                                   |
| MWR  | Station Moeskroen - Lowingen - Herzeeuw - Wattrelos - Roubaix | 60’        | Station Moeskroen, Grote Markt, Ziekenhuis Moeskroen, Casino, Station Herzeeuw, Eurotéléport |
| P    | Station - La Planche                                          | 30’        | Station Moeskroen, Grote Markt, Ziekenhuis Moeskroen                                         |
| RT   | Station Moeskroen - Tourcoing Hôpital Dron                    | 60’        | Station Moeskroen, Grote Markt, Ziekenhuis Moeskroen, Centre Hospitalier de Tourcoing        |